# Senja
Senja je druhý největší ostrov Norska v kraji Troms, který se nachází severně od severního polárního kruhu západně od města Finnsnes, jihozápadně od města Tromsø. Celkově se rozkládá na území 1 586 km² s maximální nadmořskou výškou 984 metrů nad mořem. Na ostrově trvale žije přibližně 8 000 lidí.
Ostrov je spojen s kontinentálním Norskem mostem Gisund, který se nachází na okraji města Finnsnes. Na ostrov vedou současně i cesty trajektem. Mezi hlavní cíle návštěvníků ostrova patří Senjatrollet, největší socha trolla na světě.